# FreePBX
FreePBX — графический интерфейс пользователя (GUI) с открытым исходным кодом, предназначенный для управления Asterisk.
FreePBX распространяется под лицензией GNU General Public License версии 3. FreePBX входит в дистрибутив операционной системы GNU/Linux «FreePBX Distro», выпускаемый тем же разработчиком и созданный на основе исходного кода дистрибутива CentOS. FreePBX также имеется в других дистрибутивах Linux, например, The FreePBX Distro и AsteriskNow.

## История
Права на торговую марку FreePBX были приобретены компанией Schmooze.com в начале 2013 года. В дальнейшем Schmooze.com была приобретена компанией Sangoma Technologies Corporation, поглощение завершено 1 января 2015 года.

## Установка
FreePBX может быть установлен в качестве автономного программного обеспечения или как часть предварительно сконфигурированного дистрибутива FreePBX Distro, который включает в себя операционную систему, Asterisk PBX, FreePBX и необходимые зависимости.
FreePBX входит в такие дистрибутивы с открытым исходным кодом, как Official FreePBX Distro, AsteriskNOW, Elastix и RasPBX.

## Развитие
Первый релиз FreePBX, версия 0.2 (28 ноября 2004), был назван Asterisk Manager Portal (AMP). Проект был переименован во FreePBX по причинам товарных знаков, поскольку Asterisk является зарегистрированным товарным знаком корпорации Digium.
Новые выпуски Asterisk включали различные обновления для FreePBX. Обновления включали новое меню и поддержку дополнительных возможностей, такие как голосовая почта, очередь вызова, факс, поддержку нескольких языков, DAHDI и локальный каталог пользователя.

### Текущие версии
- FreePBX 2.11 — Завершена 14 мая 2013 года. Появилась поддержка Asterisk 11, модуль аудита безопасности, Motif модуль «Chan», пользовательский WebRTC[5].
- FreePBX 12 — стабильный релиз от 23 июня 2014 года. Добавлена поддержка для Asterisk 12 и 13, новая панель управления, модуль администратора для контроля версий, поддержка PJSIP[источник не указан 1254 дня].
- FreePBX 13 — стабильный релиз[источник не указан 1254 дня]. Добавлен адаптивный интерфейс, полностью поддерживает Asterisk 13, появились регистрация событий канала и отчетность (CDR), программа fwconsole для управления FreePBX из командной строки Linux, управление добавлением пользователей, расширенная поддержка локализации для звуковых файлов, а также новая опция глобального поиска[6].
- FreePBX 14 — стабильный релиз выпущен 1 июля 2017 года. Работает с PHP не менее 5.6, обновление системы производится через графический интерфейс, реализованы панели и виджеты для Dashboard, поддерживает utf8mb4 в MySQL, появилась возможность задания правил по времени и условий в Follow-Me[7].
- FreePBX 15 — релиз выпущен 31 октября 2019 года[8]. Используется GraphQL API, создан модуль файловой системы BMO Filesystem, переделан Asterisk Manager, для резервного копирования используется модуль файловой системы, реализован BMO резервного копирования и восстановления (Backup Refactor)[9].
- FreePBX 16 — релиз состоялся 31 октября 2021 года[10]. Наконец включена поддержка PHP 7.4, отказ от дуплексного использования SIP-драйверов в пользу PJSIP, проработка модуля брандмауэра, множество дополнений к модулю API. Большая часть мелких дополнений была внедрена в 15 версию.

FreePBX поддерживает оборудование множества производителей, в том числе Aastra Technologies, Algo, AND, AudioCodes, Cisco Systems, Cyberdata, Digium, Grandstream Networks, Mitel, Panasonic, Polycom, Sangoma Technologies, Snom, Xorcom и Yealink. По оценкам разработчиков, FreePBX был развернут на миллионах активных систем IP-телефонии в более чем 220 странах и регионах.